# هربرت كيرشهوف
هربرت كيرشهوف (بالألمانية: Herbert Kirchhoff)‏ هو مصمم الإنتاج ألماني، ولد في 5 مايو 1911 في براونشفايغ في ألمانيا، وتوفي في 24 سبتمبر 1988 في مالسيسيني في إيطاليا.

## وصلات خارجية
- هربرت كيرشهوف على موقع IMDb (الإنجليزية)
- هربرت كيرشهوف على موقع أول موفي (الإنجليزية)
- هربرت كيرشهوف على موقع قاعدة بيانات الأفلام السويدية (السويدية)
- هربرت كيرشهوف على موقع قاعدة بيانات الفيلم (الإنجليزية)
- هربرت كيرشهوف على موقع كينوبويسك (الروسية)